# Āleyār
Āleyār (persiska: آليار) är en ort i Iran.   Den ligger i provinsen Kurdistan, i den nordvästra delen av landet, 400 km väster om huvudstaden Teheran. Āleyār ligger 1 976 meter över havet och antalet invånare är 114.
Terrängen runt Āleyār är kuperad.Runt Āleyār är det ganska glesbefolkat, med 35 invånare per kvadratkilometer. Närmaste större samhälle är Khvosh Qeshlāq, 8,8 km nordväst om Āleyār. Trakten runt Āleyār består i huvudsak av gräsmarker.